# Anna Szabó
Anna Szabó (* 11. Juni 2004 in Veszprém, Ungarn) ist eine ungarische Handballspielerin, die für den deutschen Erstligisten Thüringer HC aufläuft.

## Karriere

### Im Verein
Szabó begann das Handballspielen in ihrer Geburtsstadt bei Repülő Szarvas DSE Veszprém und wechselte später zu Bajnok DSE Nemesvámos. Im Jahr 2019 schloss sich die Außenspielerin der Nemzeti Kézilabda Akadémia (kurz NEKA), einer von Lajos Mocsai initiierten nationalen Handballakademie, an. Szabó trat mit NEKA in der Saison 2022/23 in der höchsten ungarischen Spielklasse an, in der sie in 25 Partien insgesamt 65 Treffer erzielte. In der Saison 2023/24 stand sie beim ungarischen Erstligisten Budaörs Handball unter Vertrag. Szabó wechselte im Sommer 2024 zum deutschen Bundesligisten Thüringer HC. Mit dem Thüringer HC gewann sie im Jahr 2025 die EHF European League.

### In Auswahlmannschaften
Szabó gewann mit der ungarischen Jugendnationalmannschaft die Goldmedaille bei der U-17-Europameisterschaft 2021. Zum Titelgewinn steuerte sie 22 Treffer bei. Im folgenden Jahr errang Szabó mit der ungarischen Jugendauswahl die Bronzemedaille bei der U-18-Weltmeisterschaft. 2023 gewann sie mit der ungarischen Juniorinnennationalmannschaft den Titel bei der U-19-Europameisterschaft.